# 剖析表
剖析表是剖析器(parser)的一部分，用來幫助剖析器作某些決定，並且告訴編譯器之後要怎樣處理輸入的符記(token)。

## 概觀
剖析表是一個告訴剖析器在特定狀態下，遇到特定輸入時需要作甚麼動作的一張表。一般可以視為是一個用表格表示的下推自動機，這裡的下推式自動機是根據要被剖析的語言其上下文無關語法而設計。

## 相關頁面
- 確定有限狀態自動機
- LR剖析器
- LL剖析器
- 編譯器